# Campionat d'Itàlia d'enduro
El Campionat d'Itàlia d'enduro (en italià: Campionato Italiano Enduro), regulat per la federació italiana de motociclisme (FMI, Federazione Motociclistica Italiana), és la màxima competició d'enduro que es disputa a Itàlia. Organitzat des de 1966, és un dels campionats estatals d'aquest esport de referència internacional. El seu alt prestigi fa que hagi comptat sovint amb la participació de nombrosos pilots de renom vinguts d'arreu del món -des del 2003, hi ha una categoria especial per als pilots estrangers. Molts dels campions d'Itàlia han estat alhora campions del món o d'Europa i han guanyat els Sis Dies Internacionals d'Enduro en nombroses ocasions (a la llarga llista hi destaquen Giovanni Sala, Mario Rinaldi, Stefano Passeri, Pierfranco Muraglia, Alessandro Gritti, Augusto Taiocchi, Gualtiero Brissoni o Guglielmo Andreini).
Itàlia i Alemanya han estat històricament els principals focus d'activitat pel que fa a l'enduro, una modalitat que, fins a començaments de la dècada del 1980, es coneixia com a Regolarità i Geländesport respectivament en aquests dos països. A Itàlia, ja el 1948 s'hi va crear una de les proves més emblemàtiques d'aquesta modalitat, la Valli Bergamasche, la qual esdevingué ben aviat la competició internacional d'enduro per excel·lència. Actualment, "la Valli" segueix sent, al costat del Rund um Zschopau alemany -creat el 1955- la competició d'enduro més prestigiosa fora dels Sis Dies Internacionals.
Pel que fa al format, el campionat italià d'enduro ha anat variant de categories al llarg dels anys fins a arribar a la fórmula actual de diverses categories per cilindrada més una d'"Absoluta", la principal, que guanyen sovint campions del món procedents d'altres països (Steve Holcombe, Brad Freeman i Wil Ruprecht s'han anat repartint el títol des del 2018).

## Llista de guanyadors
Nota.- Només es llisten els campions de la categoria màxima, sense considerar doncs les inferiors (Cadetti, Junior i altres).
Font:

### Primera etapa (1966-1980)
Nota.- Hi ha constància de l'existència d'un anomenat Trofeo F.M.I. Regolarità ja a començaments de la dècada del 1950. Aquest trofeu fou probablement l'antecedent directe del campionat que va començar el 1966, però malauradament no se n'ha trobat quasi cap informació. Només en consten alguns guanyadors esparsos, com ara Bruno Romano (1952), Hermann Paul Müller (1953), Franco Dall'Ara (1956-1957) o Eugenio Saini (1963).
| Any  | 50cc              | 75cc              | 100cc               | 125cc              | 175cc             | 250cc              | 500cc              |
| ---- | ----------------- | ----------------- | ------------------- | ------------------ | ----------------- | ------------------ | ------------------ |
| 1966 | -                 | -                 | Luigi Gorini        | Eugenio Saini      | -                 | Walter Reggioli    | -                  |
| 1967 | Trevisani         | -                 | Marco Dossena       | Collina            | -                 | Alessandro Gritti  | -                  |
| 1968 | Perere            | -                 | Pierluigi Rottigni  | Collina            | -                 | Carlo Moscheni     | -                  |
| 1969 | Perere            | -                 | Giuseppe Signorelli | Arnaldo Farioli    | -                 | Alessandro Gritti  | -                  |
| 1970 | Polini            | -                 | Fausto Vergani      | Fausto Oldrati     | Alessandro Gritti | Azzalin            | -                  |
| 1971 | Polini            | -                 | Bruno Ferrari       | Arnaldo Farioli    | Augusto Taiocchi  | Rinaldi            | -                  |
| 1972 | Polini            | -                 | Bruno Ferrari       | Alessandro Gritti  | Bernardino Gualdi | Rinaldi            | -                  |
| 1973 | Gino Perego       | -                 | Elia Andrioletti    | Alessandro Gritti  | Bernardino Gualdi | Rinaldi            | -                  |
| 1974 | Pietro Gagni      | -                 | Elia Andrioletti    | Alessandro Gritti  | Ivan Savaresi     | Augusto Taiocchi   | -                  |
| 1975 | Gino Perego       | G. P. Martinelli  | Mauro Miele         | Pierluigi Rottigni | Alessandro Gritti | Savaresi           | Augusto Taiocchi   |
| 1976 | Gino Perego       | -                 | Francesco Foresti   | Gualtiero Brissoni | Elia Andrioletti  | Augusto Taiocchi   | Pierluigi Laureati |
| 1977 | Pietro Gagni      | Osvaldo Scaburri  | Andrea Marinoni     | Pierluigi Rottigni | Franco Gualdi     | Gualtiero Brissoni | Gianangelo Croci   |
| 1978 | Gino Perego       | Osvaldo Scaburri  | Attilio Petrogalli  | Pierluigi Rottigni | Franco Gualdi     | Gualtiero Brissoni | Guglielmo Andreini |
| 1979 | Angelo Signorelli | Ferretti          | Attilio Petrogalli  | Gualtiero Brissoni | Emilio Capelli    | Franco Gualdi      | Augusto Taiocchi   |
| 1980 | Gino Perego       | Angelo Signorelli | Walter Bettoni      | Alessandro Gritti  | Emilio Capelli    | Gualtiero Brissoni | Augusto Taiocchi   |

### Segona etapa (1981-2011)
| Any  | 80cc                | 125cc              | 175cc         | 250cc              | 500cc              | +500cc 4T        |
| ---- | ------------------- | ------------------ | ------------- | ------------------ | ------------------ | ---------------- |
| 1981 | Angelo Signorelli   | Gualtiero Brissoni | Luigi Medardo | Alessandro Gritti  | Guglielmo Andreini | Renzo Pratesi    |
| 1982 | Pierfranco Muraglia | Giampaolo Marinoni | Fabio Fasola  | Gualtiero Brissoni | Guglielmo Andreini | Augusto Taiocchi |

| Any  | 80cc                | 125cc             | 250cc                | 350cc 4T           | 500cc                | +500cc 4T            |
| ---- | ------------------- | ----------------- | -------------------- | ------------------ | -------------------- | -------------------- |
| 1983 | M. Milani           | Andrea Marinoni   | Gualtiero Brissoni   | -                  | Guglielmo Andreini   | Augusto Taiocchi     |
| 1984 | Pierfranco Muraglia | Edi Orioli        | Luigi Medardo        | -                  | Gianangelo Croci     | Augusto Taiocchi     |
| 1985 | Pierfranco Muraglia | Angelo Signorelli | Giorgio Grasso       | -                  | Gianangelo Croci     | Edi Orioli           |
| 1986 | Stefano Passeri     | Angelo Signorelli | Tullio Pellegrinelli | -                  | Gianangelo Croci     | Guglielmo Andreini   |
| 1987 | Gianmarco Rossi     | Stefano Passeri   | Giorgio Grasso       | -                  | Tullio Pellegrinelli | Augusto Taiocchi     |
| 1988 | Gianmarco Rossi     | Stefano Passeri   | Giorgio Grasso       | Sergio Calvi       | Franco Gualdi        | Tullio Pellegrinelli |
| 1989 | Pierfranco Muraglia | Stefano Passeri   | Tullio Pellegrinelli | Franco Gualdi      | Giorgio Grasso       | Sergio Calvi         |
| 1990 | Pierfranco Muraglia | Stefano Passeri   | Davide Trolli        | Franco Gualdi      | Giorgio Grasso       | Alessandro Gritti    |
| 1991 | Pierfranco Muraglia | Stefano Passeri   | Tullio Pellegrinelli | Massimo Migliorati | Davide Trolli        | Fabio Farioli        |
| 1992 | Gianmarco Rossi     | Stefano Passeri   | Giorgio Grasso       | Mario Rinaldi      | Giovanni Sala        | Fabio Farioli        |
| 1993 | Gianmarco Rossi     | Jeff Nilsson      | Tullio Pellegrinelli | Mario Rinaldi      | Giovanni Sala        | Fabio Farioli        |
| 1994 | Fabio Benzoni       | Giorgio Grasso    | Giovanni Sala        | Mario Rinaldi      | Tullio Pellegrinelli | Fabio Farioli        |

| Any  | 125cc                            | 250cc               | 250cc 4T                           | 400cc 4T                 | 500cc                        | +400cc 4T              |
| ---- | -------------------------------- | ------------------- | ---------------------------------- | ------------------------ | ---------------------------- | ---------------------- |
| 1995 | Stefano Passeri (Kawasaki/KTM)   | Giovanni Sala (KTM) | -                                  | Mario Rinaldi (KTM)      | Gianangelo Croci (Yamaha)    | Fabio Farioli (KTM)    |
| 1996 | Roman Michalík (TM)              | Giovanni Sala (KTM) | Gianangelo Croci i Gianmarco Rossi | Mario Rinaldi (KTM)      | Giuseppe Gallino (Honda)     | Fabio Farioli (KTM)    |
| 1997 | Fausto Scovolo i Stefano Passeri | Giovanni Sala (KTM) | Gianangelo Croci (Honda)           | Mario Rinaldi (KTM)      | Tullio Pellegrinelli (Honda) | Fabio Farioli (KTM)    |
| 1998 | Stefano Passeri (KTM)            | Giovanni Sala (KTM) | Gianmarco Rossi (Honda)            | Mario Rinaldi (KTM)      | Tullio Pellegrinelli (Honda) | Fabio Farioli (KTM)    |
| 1999 | Fausto Scovolo (Yamaha)          | Giovanni Sala (KTM) | Gianangelo Croci (Yamaha)          | -                        | Tullio Pellegrinelli (Honda) | Fabio Farioli (KTM)    |
|      | 125cc 2T                         | 250cc 2T            | 250cc 4T                           | 450cc 4T                 | 500cc 2T                     | +450cc 4T              |
| 2000 | Fausto Scovolo (Yamaha)          | Giovanni Sala (KTM) | Arnaldo Nacoli (KTM)               | Mario Rinaldi (KTM)      | Jarno Boano (Honda)          | Fabio Farioli (KTM)    |
| 2001 | Roberto Bazzurri (Husqvarna)     | Giovanni Sala (KTM) | Matteo Rubin (KTM)                 | Mario Rinaldi (Yamaha)   | Franco Rossi (Gas Gas)       | Fabio Farioli (KTM)    |
| 2002 | Roberto Bazzurri (Husqvarna)     | Jarno Boano (Honda) | Giovanni Sala (Honda)              | Alessandro Botturi (KTM) | Giuseppe Gallino (Honda)     | Mario Rinaldi (Yamaha) |

Notes
1. ↑  El 1995, la categoria de 400cc 4T es limitava a 350cc 4T
2. ↑  El 1996, Gianangelo Croci (Honda) i Gianmarco Rossi (Kawasaki) van obtenir el campionat de 250cc ex aequo
3. ↑  El 1997, Fausto Scovolo (KTM) i Stefano Passeri (Yamaha) van obtenir el campionat de 125cc ex aequo
4. ↑  El 1999 hi hagué també un campionat de 80cc, que fou guanyat per Lucio Sandrinelli

| Any  | 125cc 2T                     | 250cc 2T                     | 250cc 4T                    | 450cc 4T                     | +450cc 4T                     | Estrangers               |
| ---- | ---------------------------- | ---------------------------- | --------------------------- | ---------------------------- | ----------------------------- | ------------------------ |
| 2003 | Roberto Bazzurri (Husqvarna) | Stefano Passeri (Yamaha)     | Giuseppe Gallino (Yamaha)   | Alessandro Botturi (KTM)     | Fabio Farioli (KTM)           | Stefan Merriman (Honda)  |
| 2004 | Roberto Bazzurri (Husqvarna) | Giovanni Sala (KTM)          | Simone Albergoni (Honda)    | Alessandro Botturi (KTM)     | Fabio Farioli (KTM)           | Stefan Merriman (Honda)  |
| 2005 | Alessandro Belometti (KTM)   | Paoli Alessio (TM)           | Simone Albergoni (Honda)    | Alessandro Botturi (KTM)     | Alessandro Zanni (Honda)      | Stefan Merriman (Honda)  |
| 2006 | Fausto Scovolo (Suzuki)      | Andrea Belotti (KTM)         | Simone Albergoni (HM Honda) | Giovanni Sala (KTM)          | Fabio Farioli (KTM)           | Stefan Merriman (Yamaha) |
| 2007 | Thomas Oldrati (KTM)         | Andrea Belotti (KTM)         | Simone Albergoni (Yamaha)   | Fabrizio Dini (Yamaha)       | Alessandro Botturi (HM Honda) | Johnny Aubert (Yamaha)   |
| 2008 | Thomas Oldrati (KTM)         | Alessandro Belometti (KTM)   | Simone Albergoni (Yamaha)   | Oscar Balletti (HM Honda)    | Alessandro Botturi (HM Honda) | Stefan Merriman Aprilia  |
| 2009 | Thomas Oldrati (KTM)         | Alessandro Belometti (KTM)   | Simone Albergoni (KTM)      | Oscar Balletti (HM Honda)    | Fabio Mossini (HM Honda)      | Antoine Méo (Husqvarna)  |
| 2010 | Jonathan Manzi (KTM)         | Simone Albergoni (KTM)       | Thomas Oldrati (KTM)        | Alessandro Belometti (KTM)   | Alessandro Botturi (Husaberg) | Mika Ahola (Honda)       |
| 2011 | Jonathan Manzi (KTM)         | Alessandro Botturi (Gas Gas) | Thomas Oldrati (KTM)        | Simone Albergoni (Husqvarna) | Alessandro Belometti (KTM)    | Mika Ahola (HM Honda)    |

### Tercera etapa (2012-2017)
| Any  | E1 2T                  | E1                                 | E2                          | E3                                | Absolut                        | Estrangers                         |
| ---- | ---------------------- | ---------------------------------- | --------------------------- | --------------------------------- | ------------------------------ | ---------------------------------- |
| 2012 | Giacomo Redondi (KTM)  | Simone Albergoni (HM Honda)        | Fabio Mossini (KTM)         | Mirko Gritti (KTM)                | Alex Salvini (Husqvarna)       | Eero Remes (KTM)                   |
| 2013 | Rudy Moroni (KTM)      | Thomas Oldrati (Husaberg)          | Alex Salvini (HM Honda)     | Manuel Monni (KTM)                | Alex Salvini (HM Honda)        | Eero Remes (TM)                    |
| 2014 | Davide Soreca (Yamaha) | Thomas Oldrati (Husqvarna)         | Alex Salvini (HM Honda)     | Oscar Balletti (KTM)              | Alex Salvini (HM Honda)        | Johnny Aubert (Beta)               |
| 2015 | -                      | Alessandro Battig (Honda 250 4T)   | Alex Salvini (Honda 450 4T) | Manuel Monni (TM 300 2T)          | Antoine Méo (KTM 350 4T)       | Antoine Méo (KTM 350 4T)           |
| 2016 | -                      | Rudy Moroni (KTM 250 4T)           | Alex Salvini (Beta 430 4T)  | Manuel Monni (TM 300 2T)          | Alex Salvini (Beta 430 4T)     | P. Rauchenecker (Husqvarna 250 4T) |
| 2017 | -                      | Davide Guarneri (Honda CRF 250 4T) | Alex Salvini (Beta 430 4T)  | Thomas Oldrati (Husqvarna 300 2T) | C. Charlier (Husqvarna 350 4T) | C. Charlier (Husqvarna 350 4T)     |

### Quarta etapa (2018-Actualitat)
A 1 de gener de 2025
| Any  | 125cc                           | 250cc 2T                             | 250cc 4T                      | 300cc                           | 450cc                           | Absolut                      |
| ---- | ------------------------------- | ------------------------------------ | ----------------------------- | ------------------------------- | ------------------------------- | ---------------------------- |
| 2018 | Nicolò Scarpelli (KTM 125 2T)   | Maurizio Micheluz (Husqvarna 250 2T) | Rudy Moroni (KTM 250 4T)      | Davide Soreca (TM 300 2T)       | Alex Salvini (Husqvarna 450 4T) | Steve Holcombe (Beta 300 2T) |
| 2019 | Tommaso Montanari (KTM 125 2T)  | Gianluca Martini (Beta 250 2T)       | Thomas Oldrati (Honda 250 4T) | Deny Philippaerts (Beta 300 2T) | Alex Salvini (Honda 450 4T)     | Brad Freeman (Beta 250 2T)   |
| 2020 | Tommaso Montanari (KTM 125 2T)  | Davide Soreca (Beta 250 2T)          | Thomas Oldrati (Honda 250 4T) | Davide Guarneri (TM 300 2T)     | Matteo Cavallo (Sherco 300 4T)  | Steve Holcombe (Beta 350 4T) |
| 2021 | Davide Guarneri (Fantic 125 2T) | Lorenzo Macoritto (TM 250 2T)        | Matteo Cavallo (TM 250 4T)    | Gianluca Martini (Beta 300 2T)  | Alex Salvini (Honda 450 4T)     | Wil Ruprecht (TM 250 4T)     |
| 2022 | Deny Philippaerts (TM)          | Jordi Gardiol (TM)                   | Andrea Verona (Gas Gas)       | Matteo Pavoni (TM)              | Alex Salvini (Husqvarna)        | Andrea Verona (Gas Gas)      |
| 2023 | Kevin Cristino (Fantic)         | Davide Soreca (Sherco)               | Thomas Oldrati (Honda)        | Matteo Cavallo (TM)             | Andrea Verona (Gas Gas)         | Steve Holcombe (Beta)        |
| 2024 | Pietro Scardina (Fantic)        | Lorenzo Macoritto (TM)               | Davide Soreca (Kawasaki)      | Matteo Cavallo (TM)             | Andrea Verona (Gas Gas)         | Brad Freeman (Beta)          |

## Estadístiques

### Campions amb més de 3 títols
A 1 de gener de 2025
| Pilot                | Títols                                                       |
| -------------------- | ------------------------------------------------------------ |
| Fabio Farioli        | 14 (4 x +500cc 4T, 5 x +400cc 4T, 5 x +450cc 4T)             |
| Giovanni Sala        | 13 (2 x 500cc, 1 x 450cc 4T, 1 x 250cc 4T, 9 x 250cc)        |
| Alex Salvini         | 13 (4 x Absolut, 5 x E2, 4 x 450cc)                          |
| Stefano Passeri      | 11 (1 x 250cc 2T, 9 x 125cc, 1 x 80cc)                       |
| Thomas Oldrati       | 11 (1 x E3, 2 x E1, 5 x 250cc 4T, 3 x 125cc 2T)              |
| Alessandro Gritti    | 10 (1 x +500cc 4T, 3 x 250cc, 2 x 175cc, 4 x 125cc)          |
| Tullio Pellegrinelli | 10 (1 x +500cc 4T, 5 x 500cc, 4 x 175cc)                     |
| Mario Rinaldi        | 10 (1 x +450cc 4T, 4 x 350cc 4T, 3 x 400cc 4T, 2 x 450cc 4T) |
| Augusto Taiocchi     | 10 (4 x +500cc 4T, 3 x 500cc, 2 x 250cc, 1 x 175cc)          |
| Simone Albergoni     | 9 (1 x E1, 1 x 450cc 4T, 6 x 250cc 4T, 1 x 250cc 2T)         |
| Alessandro Botturi   | 8 (3 x +450cc 4T, 4 x 450cc 4T, 1 x 250cc 2T)                |
| Gualtiero Brissoni   | 8 (5 x 250cc, 3 x 125cc)                                     |
| Gianangelo Croci     | 8 (5 x 500cc, 3 x 250cc 4T)                                  |
| Giorgio Grasso       | 7 (2 x 500cc, 4 x 250cc, 1 x 125cc)                          |
| Franco Gualdi        | 6 (1 x 500cc, 2 x 350cc 4T, 1 x 250cc, 2 x 175cc)            |
| Pierfranco Muraglia  | 6 (6 x 80cc)                                                 |
| Gianmarco Rossi      | 6 (2 x 250cc 4T, 4 x 80cc)                                   |
| Guglielmo Andreini   | 5 (1 x +500cc 4T, 4 x 500cc)                                 |
| Alessandro Belometti | 5 (1 x +450cc 4T, 1 x 450cc 4T, 2 x 250cc 2T, 1 x 125cc 2T)  |
| Davide Soreca        | 5 (1 x 300cc, 2 x 250cc 2T, 1 x 250cc 4T, 1 x E1)            |
| Stefan Merriman      | 5 (5 x Estrangers)                                           |
| Gino Perego          | 5 (5 x 50cc)                                                 |
| Angelo Signorelli    | 5 (2 x 125cc, 1 x 80cc, 1 x 75cc, 1 x 50cc)                  |
| Andrea Verona        | 4 (1 x Absolut, 2 x 450cc, 1 x 250cc 4T)                     |
| Matteo Cavallo       | 4 (1 x 450cc, 2 x 300cc, 1 x 250cc 4T)                       |
| Roberto Bazzurri     | 4 (4 x 125cc 2T)                                             |
| Pierluigi Rottigni   | 4 (1 x 100cc, 3 x 125cc)                                     |
| Fausto Scovolo       | 4 (2 x 125cc, 2 x 125cc 2T)                                  |

1. ↑  Per als pilots estrangers que guanyaren el títol Supercampione i una categoria el mateix any, es comptabilitza només el títol de la categoria.